# Contre-garde

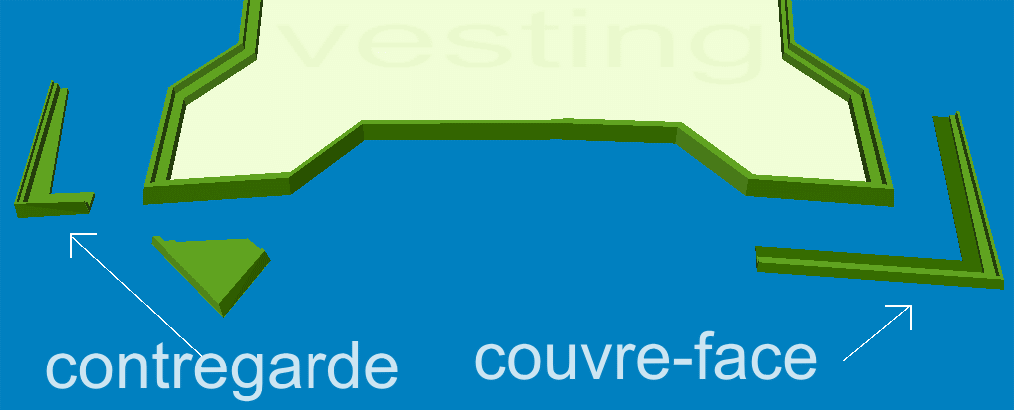
Contre-garde et couvre-face

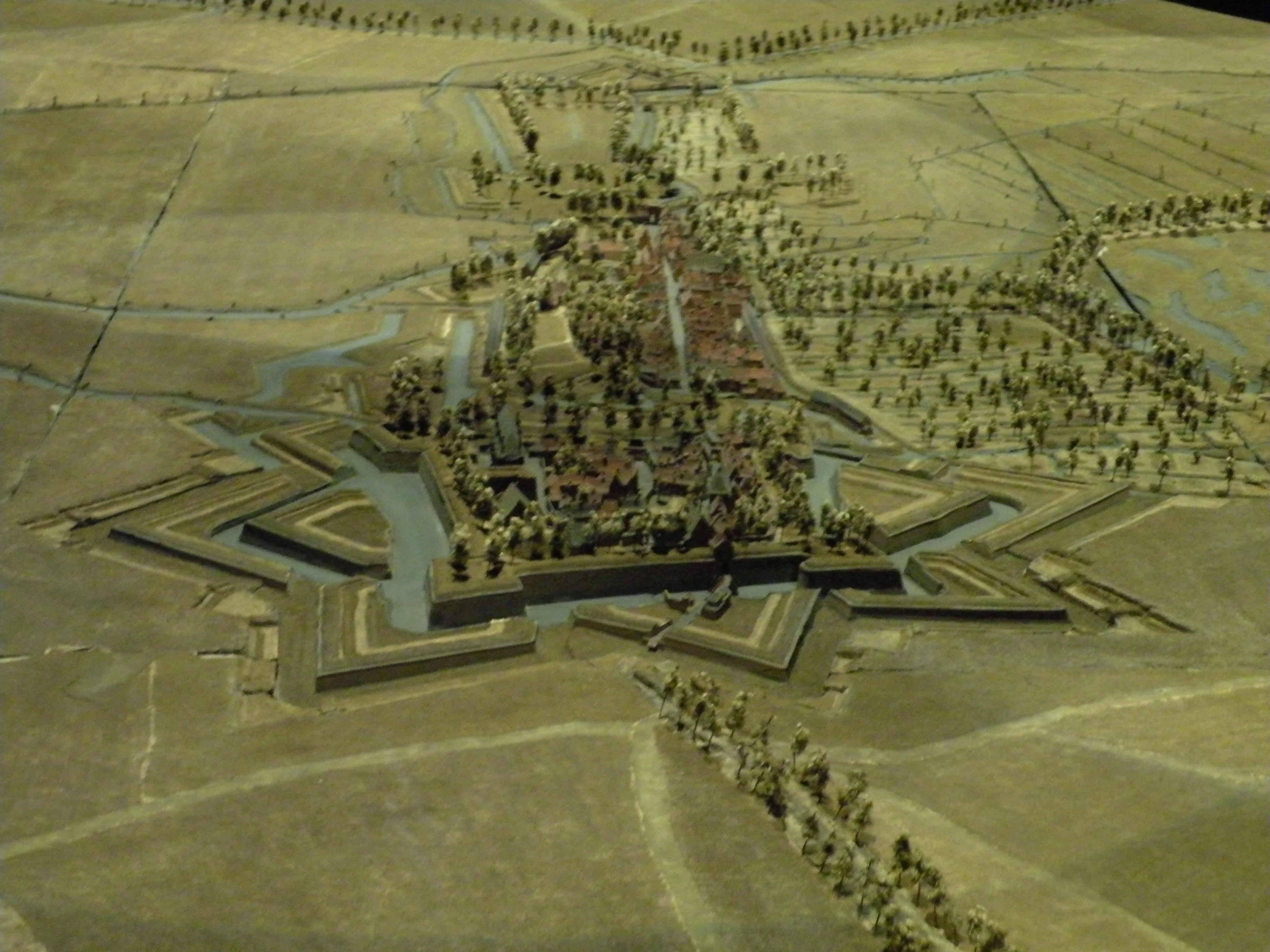
Plan-relief de la ville de Bouchain, les 2 bastions au premier plan et les demi-lunes au second plan sont dotés de contre-gardes.

Une contre-garde ou contregarde est en fortification bastionnée un ouvrage extérieur de protection d'un bastion (bastion contregarde) ou une demi-lune (demi-lune contregarde). Entouré de fossés, cet ouvrage est composé d'un parapet, d'une banquette de tir, de places d'armes, et de retranchements à ses extrémités.
La contre-garde est une évolution  du couvre-face.

## Définition
1. Ouvrage extérieur en forme de « V » inversé remplaçant le couvre-face qui placé devant d'un bastion ou plus rarement devant une demi-lune protège les faces de ces derniers[1],[2],[3].
2. Dans les 2e et 3e Vauban, ouvrage extérieur en forme de « V » inversé qui placé devant une tour bastionnée remplace le bastion[2].